# Spachacz zielonawy
Spachacz zielonawy (Micrommata virescens) – gatunek średniej wielkości pająka z rodziny spachaczowatych (Sparassidae). Jest jedynym przedstawicielem spachaczowatych występującym na terenie Europy; występuje także w Polsce.

## Budowa
Samce spachaczy zielonawych osiągają długość 7–10 mm, a samice – 10–15 mm. Samice są ubarwione jednolicie jaskrawozielono, zaś odwłok samców zdobi czerwony podłużny pas. Zielone ubarwienie jest wynikiem podobnego do biliwerdyny barwnika mikromatabiliny i jego koniugatów obecnych w hemolimfie, płynie tkankowym i żółtku oocytów.

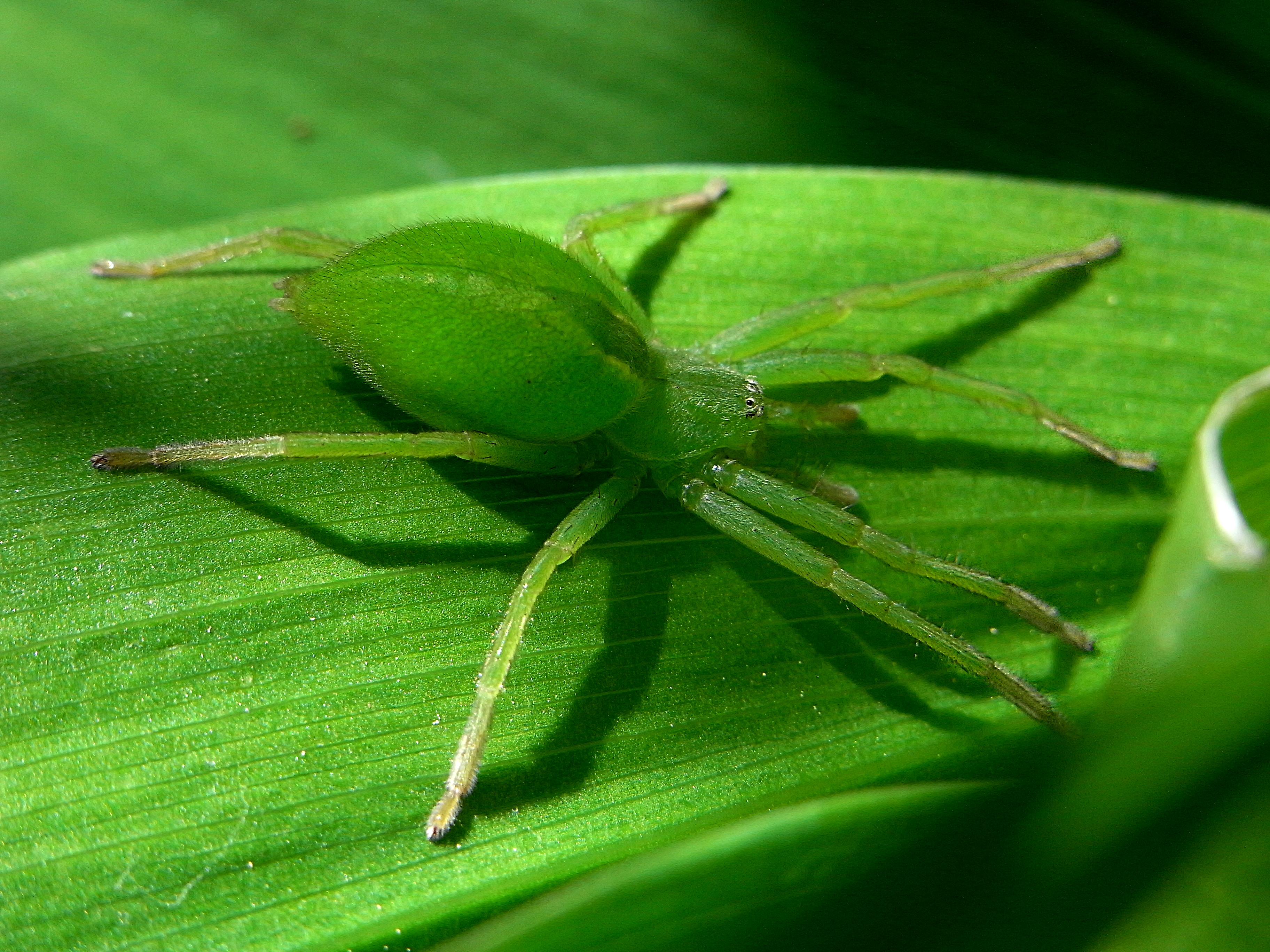
Samica

## Biologia i ekologia
Pająk ten występuje głównie wśród niskiej roślinności obrzeży lasów i gęsto porośniętych łąk, przeważnie na roślinach zielnych. Nie unika terenów podmokłych. Żywi się owadami i innymi niewielkimi bezkręgowcami, w poszukiwaniu których wspina się po roślinach. Nie buduje sieci, lecz poluje aktywnie, w czym pomaga mu dość dobry wzrok. Zimuje od października do kwietnia. Zimujące niedojrzałe osobniki ubarwione są zielono-brązowo lub jasnobrązowo, z czerwonymi kropkami. Po ostatnim linieniu, po uzyskaniu dojrzałości płciowej, pająki uzyskują ostateczne zabarwienie.

## Rozmnażanie
W 1871 roku Karol Darwin zasugerował, że ubarwienie samców spachaczy zielonawych może odgrywać rolę w rozmnażaniu, nie przeprowadzono jednak eksperymentów mogących potwierdzić tę teorię. Wydaje się ona mało prawdopodobna, gdyż zaloty trwają bardzo krótko, a w trakcie kopulacji samica nie widzi ubarwienia grzbietu samca. Kopulacja odbywa się na początku wiosny, po czym samica łączy nićmi kilka liści, budując schronienie, w którym składa jaja i tworzy kokon. Następnie pilnuje go, nie wahając się atakować nawet wielokrotnie większego intruza w obronie przychówku.

## Taksonomia
Spachacz zielonawy został opisany w 1757 roku przez Carla Alexandra Clercka pod nazwą Araneus virescens. Pod różnymi nazwami gatunkowymi często opisywano samce, samice i formy młodociane (także Clerck w 1757 roku użył dla tego gatunku drugiej nazwy: Araneus roseus). Z powodu synonimizacji rodzaju Sparassus z Micrommata, spachacz zielonawy – jako gatunek typowy tego rodzaju – jest też gatunkiem typowym rodziny Sparassidae.